# كازو دان
كازو دان (باليابانية: 檀一雄)‏ (3 فبراير 1912 في تسورو، ياماناشي - 2 يناير 1976 ) روائي، وكاتب من اليابان.

## روابط خارجية
- كازو دان على موقع IMDb (الإنجليزية)
- كازو دان على موقع قاعدة بيانات الفيلم (الإنجليزية)